# 루이지 게임 목록
루이지(Luigi)는 닌텐도가 배급하고 제작한 마리오 시리즈의 스핀오프인, 플랫폼 게임이자 퍼즐 게임의 비디오 게임 시리즈이다. 이 시리즈는 마리오의 형제 루이지에 관해 다룬다. 루이지 게임들은 패밀리 컴퓨터 시기부터 닌텐도 스위치에 이르는 닌텐도 비디오 게임 콘솔, 휴대용 게임기용으로 출시되고 있다. 2개의 오리지널 닌텐도 엔터테인먼트 시스템 "마리오" 게임들은 Wii U로 포팅되었으며 주인공이 루이지이다.
루이지는 1983년 게임 & 워치 게임 마리오브라더스에서 처음 등장했으며 여기에서 루이지와 마리오는 어느 공장에서 일을 한다. 루이지를 주연으로 하는 첫 게임은 1990년 게임 루이지의 해머 토스(Luigi's Hammer Toss)이다.

## 게임
- 루이지의 해머 토스(Luigi's Hammer Toss): 1990년 출시
- 마리오 이즈 미싱(Mario Is Missing!): 1992년 12월 14일 출시
- 마리오 이즈 미싱 SNES(Mario Is Missing! SNES):1993년 출시
- 루이지 맨션: 2001년 9월 14일 출시
- 루이지 맨션 다크 문: 2013년 3월 20일 출시
- 뉴 슈퍼 루이지 U: 2013년 6월 19일 출시
- 닥터 루이지: 2013년 12월 31일 출시
- 루이지 맨션 DS(Luigi's Mansion Arcade): 2015년 6월 18일 출시
- 루이지 맨션 3(Luigi's Mansion 3): 2019년 10월 31일 출시